# Leichtathletik-Europameisterschaften 2022/35 km Gehen der Männer

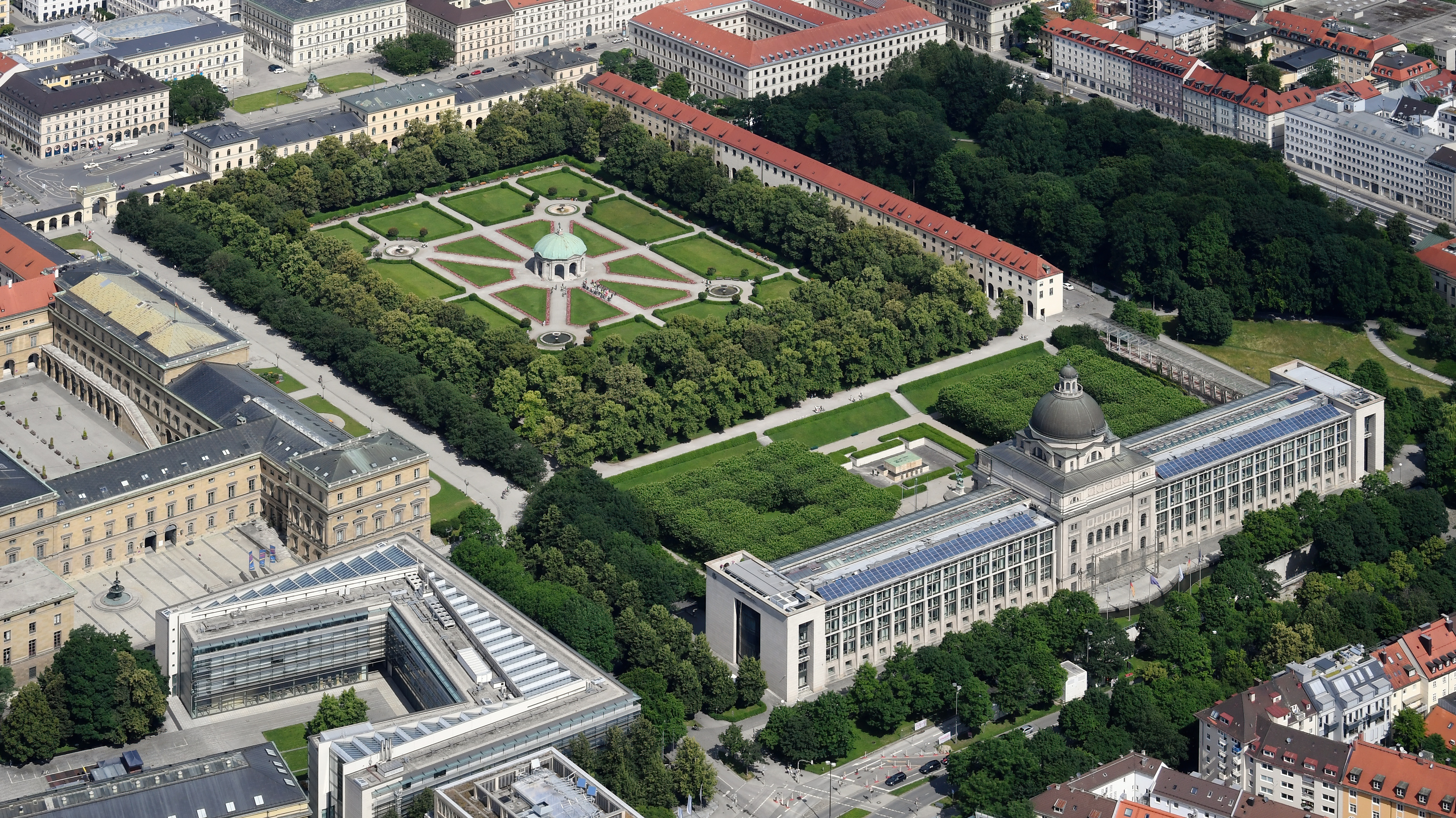
Der Hofgarten München im Jahr 2021

Das 35-km-Gehen der Männer bei den Leichtathletik-Europameisterschaften 2022 wurde am 16. August 2022 auf einem Rundkurs in der deutschen Stadt München ausgetragen. Start und Ziel lagen vor dem Hofgarten.
Der Wettbewerb wurde erstmals nun auch bei Europameisterschaften ausgetragen. Wie bei allen anderen großen internationalen Meisterschaften und Olympischen Spielen löste diese Disziplin das Gehen über die Distanz von fünfzig Kilometern ab.
Europameister wurde der Spanier Miguel Ángel López. Er gewann vor dem Deutschen Christopher Linke. Bronze ging an den Italiener Matteo Giupponi.

## Rekorde

### Bestehende Rekorde
| Weltrekord                 | 2:21:31 h                                                 | Wladimir Kanaikin                                         | Adler (Sotschi), Russland                                 | 19. Februar 2006                                          |
| Europarekord               | 2:21:31 h                                                 | Wladimir Kanaikin                                         | Adler (Sotschi), Russland                                 | 19. Februar 2006                                          |
| Europameisterschaftsrekord | Wettbewerb erstmals im Programm von Europameisterschaften | Wettbewerb erstmals im Programm von Europameisterschaften | Wettbewerb erstmals im Programm von Europameisterschaften | Wettbewerb erstmals im Programm von Europameisterschaften |

Anmerkung zum Welt-/Europarekord:

In dieser noch jungen Disziplin waren Rekorde vor dem Jahr 2022, als der Wettbewerb Einzug hielt in die Programme der großen internationalen Meisterschaften, noch nicht so akribisch und in offizieller Form festgehalten worden wie das in den anderen etablierten Leichtathletikwettbewerben der Fall war und ist. So erklären sich abweichende Angaben zum Beispiel zum Europarekord, der in einem statistischen Handbuch des Europäischen Leichtathletikverbands mit 2:23:14 h für den Italiener Massimo Stano bei allerdings noch ausstehender Ratifikation benannt ist.

### Erster Meisterschaftsrekord
Im Wettbewerb am 16. August wurde ein erster EM-Rekord aufgestellt:

2:26:49 h – Miguel Ángel López, Spanien

## Durchführung
Hier gab es keine Vorrunde, alle 26 Geher traten gemeinsam zum Wettbewerb an.

## Legende
Kurze Übersicht zur Bedeutung der Symbolik – so üblicherweise auch in sonstigen Veröffentlichungen verwendet:
| CR   | Championshiprekord                       |
| DNF  | Wettkampf nicht beendet (did not finish) |
| DSQ  | disqualifiziert                          |
| DNS  | nicht am Start (did not start)           |
| Bod  | Verwarnung für Verlust des Bodenkontakts |
| Knie | Verwarnung für fehlende Kniestreckung    |
| IWR  | Internationale Wettkampfregeln           |
| TR   | Technische Regel                         |

## Ergebnis

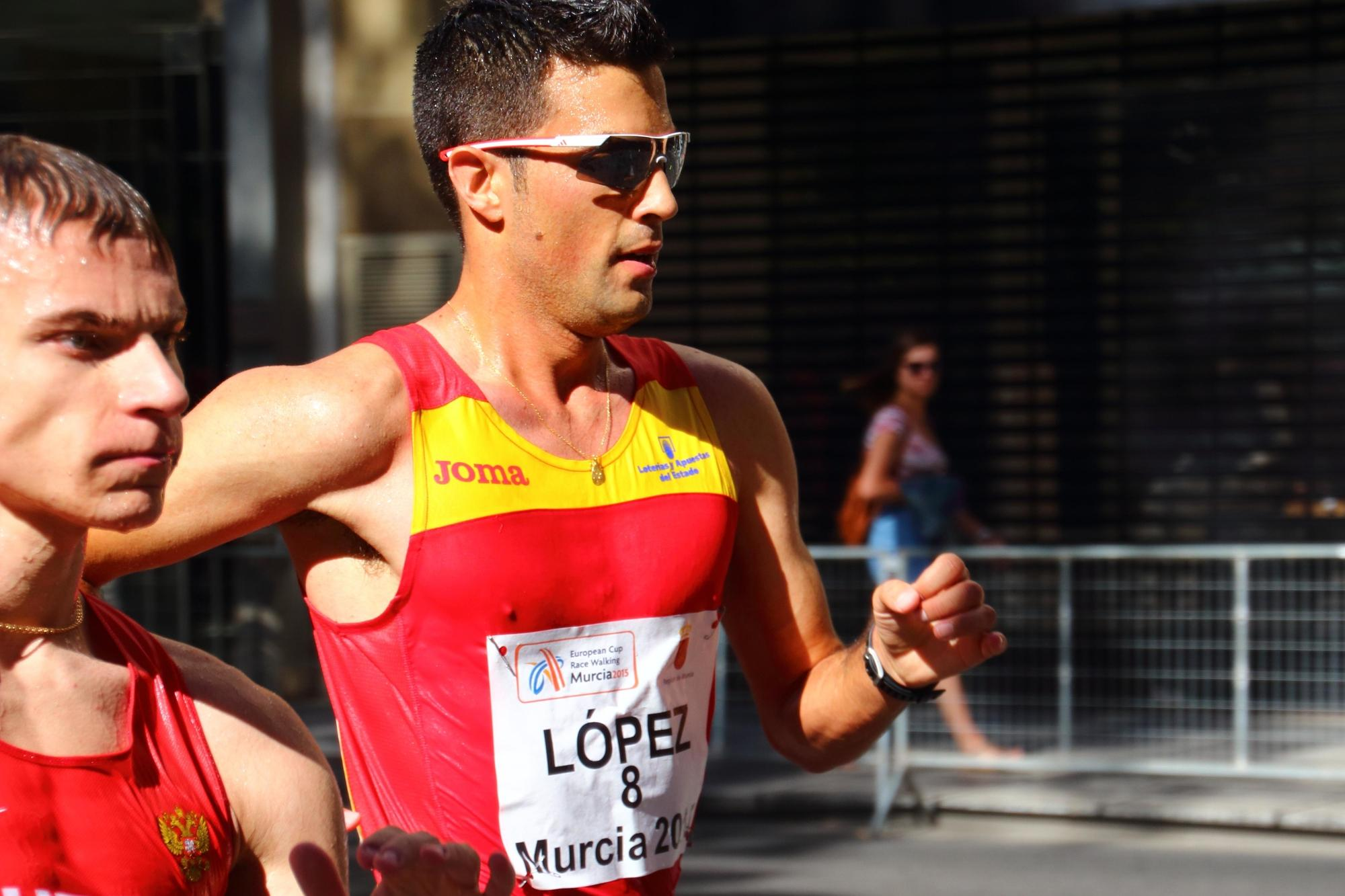
Europameister Miguel Ángel López

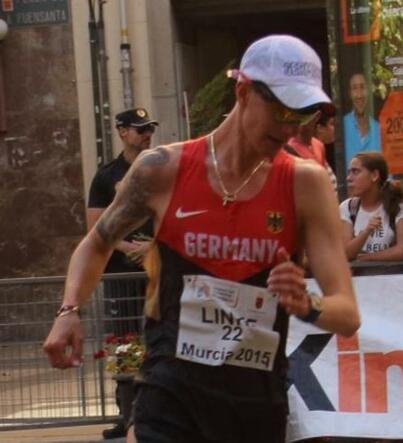
Vizeeuropameister Christopher Linke

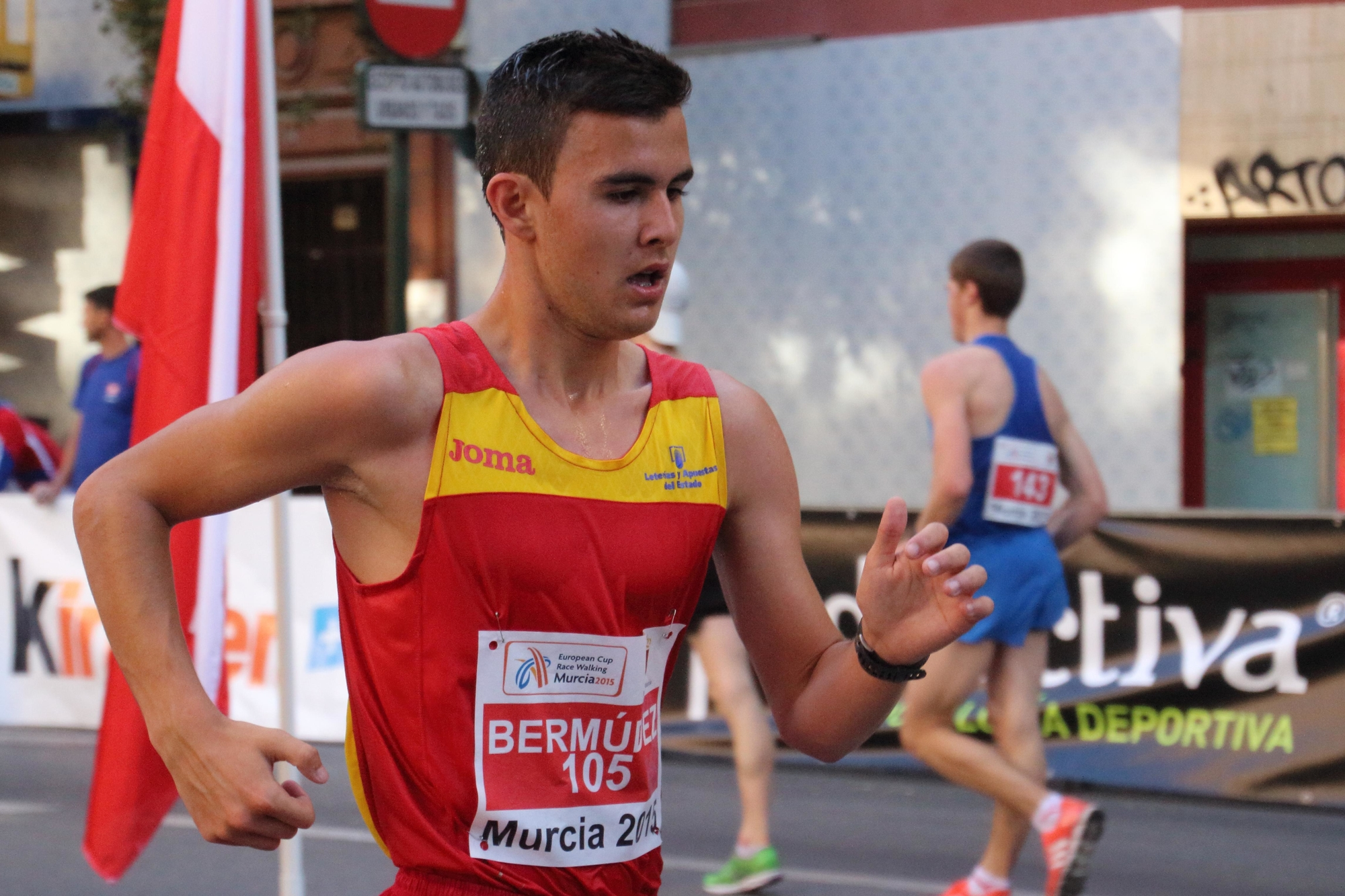
Manuel Bermúdez erreichte Platz vier

16. August 2022, 8:30 Uhr MESZ
| Platz | Name                   | Nation       | Verwarnungen        | Zeit (h)                             |
| ----- | ---------------------- | ------------ | ------------------- | ------------------------------------ |
| 1     | Miguel Ángel López     | Spanien      |                     | 002:26:49 CR                         |
| 2     | Christopher Linke      | Deutschland  |                     | 002:29:30                            |
| 3     | Matteo Giupponi        | Italien      | Bod/Bod             | 002:30:34                            |
| 4     | Manuel Bermúdez        | Spanien      |                     | 002:32:31                            |
| 5     | Jonathan Hilbert       | Deutschland  | Knie                | 002:32:44000                         |
| 6     | Miroslav Úradník       | Slowakei     |                     | 002:35:44                            |
| 7     | Michal Morvay          | Slowakei     |                     | 002:36:04                            |
| 8     | Carl Dohmann           | Deutschland  |                     | 002:36:52                            |
| 9     | Vít Hlaváč             | Tschechien   |                     | 002:37:32                            |
| 10    | Brendan Boyce          | Irland       |                     | 002:38:03                            |
| 11    | Marjan Sakalnyzkyj     | Ukraine      |                     | 002:39:06                            |
| 12    | Aleksi Ojala           | Finnland     | Knie                | 002:39:06                            |
| 13    | Iwan Banseruk          | Ukraine      | Knie/Knie/Knie      | 002:39:34                            |
| 14    | Bence Venyercsán       | Ungarn       |                     | 002:41:07                            |
| 15    | Anton Radko            | Ukraine      |                     | 002:43:10                            |
| 16    | Narcis Mihăilă         | Rumänien     |                     | 002:45:03                            |
| 17    | Arturas Mastianica     | Litauen      |                     | 002:46:09                            |
| DNF   | Alexandros Papamichail | Griechenland | Knie/Knie           |                                      |
| DNF   | Marius Cocioran        | Rumänien     | Knie                |                                      |
| DNF   | Perseus Karlström      | Schweden     | Knie                |                                      |
| DNF   | Artur Brzozowski       | Polen        | Knie/Bod/Bod        |                                      |
| DSQ   | Michele Antonelli      | Italien      | Knie/Bod/Knie/Knie  | IWR 230, TR54.7.5 – Disqualifikation |
| DSQ   | Lukáš Gdula            | Tschechien   | Knie/Knie/Knie/Knie | IWR 230, TR54.7.5 – Disqualifikation |
| DSQ   | Máté Helebrandt        | Ungarn       | Bod/Bod/Bod/Bod     | IWR 230, TR54.7.5 – Disqualifikation |
| DSQ   | Aurélien Quinion       | Frankreich   | Bod/Bod/Knie/Bod    | IWR 230, TR54.7.5 – Disqualifikation |
| DSQ   | Marc Tur               | Spanien      | Knie/Knie/Knie/Knie | IWR 230, TR54.7.5 – Disqualifikation |
| DNS   | Teodorico Caporaso     | Italien      |                     |                                      |

| Zwischenzeiten | Zwischenzeiten | Zwischenzeiten | Zwischenzeiten |
| Marke          | Zwischenzeit   | Führende(r) | 5-km-Zeit      |
| -------------- | -------------- | --- | -------------- |
| 5 km           | 23:05 min      | Manuel Bermúdez mit 16köpfiger Führungsgruppe                                                                                             | 23:05 min      |
| 10 km          | 43:31 min      | López / Karlström – 17 s zurück / 9köpfige Verfolgergruppe – 1:04 min zurück                                                              | 20:26 min      |
| 15 km          | 1:04:02 h000   | López / Karlström – 50 s zur. / 9köpfige Verfolgergruppe – 2:06 min zur.                                                                  | 20:31 min      |
| 20 km          | 1:24:33 h000   | López / Karlström – 1:32 min zur. / Linke, Giupponi, Bermúdez, Quinion – 2:17 min zur. / Tur – 2:20 min zur. / Hilbert – 2:51 min zur.    | 20:31 min      |
| 25 km          | 1:45:05 h000   | López / Linke – 2:11 min zur. / Bermúdez – 2:17 min zur. / Giupponi – 2:24 min zur. / Hilbert – 3:56 min zur. / Karlström – 4:05 min zur. | 20:32 min      |
| 30 km          | 2:05:33 h000   | López / Linke – 2:22 min zur. / Giupponi – 3:08 min zur. / Bermúdez – 3:34 min zur. / Hilbert – 5:10 min zur. / Úradník – 6:06 min zur.   | 20:28 min      |
| 35 km          | 2:26:49 h000   | Álvaro Martín | 21:16 min      |

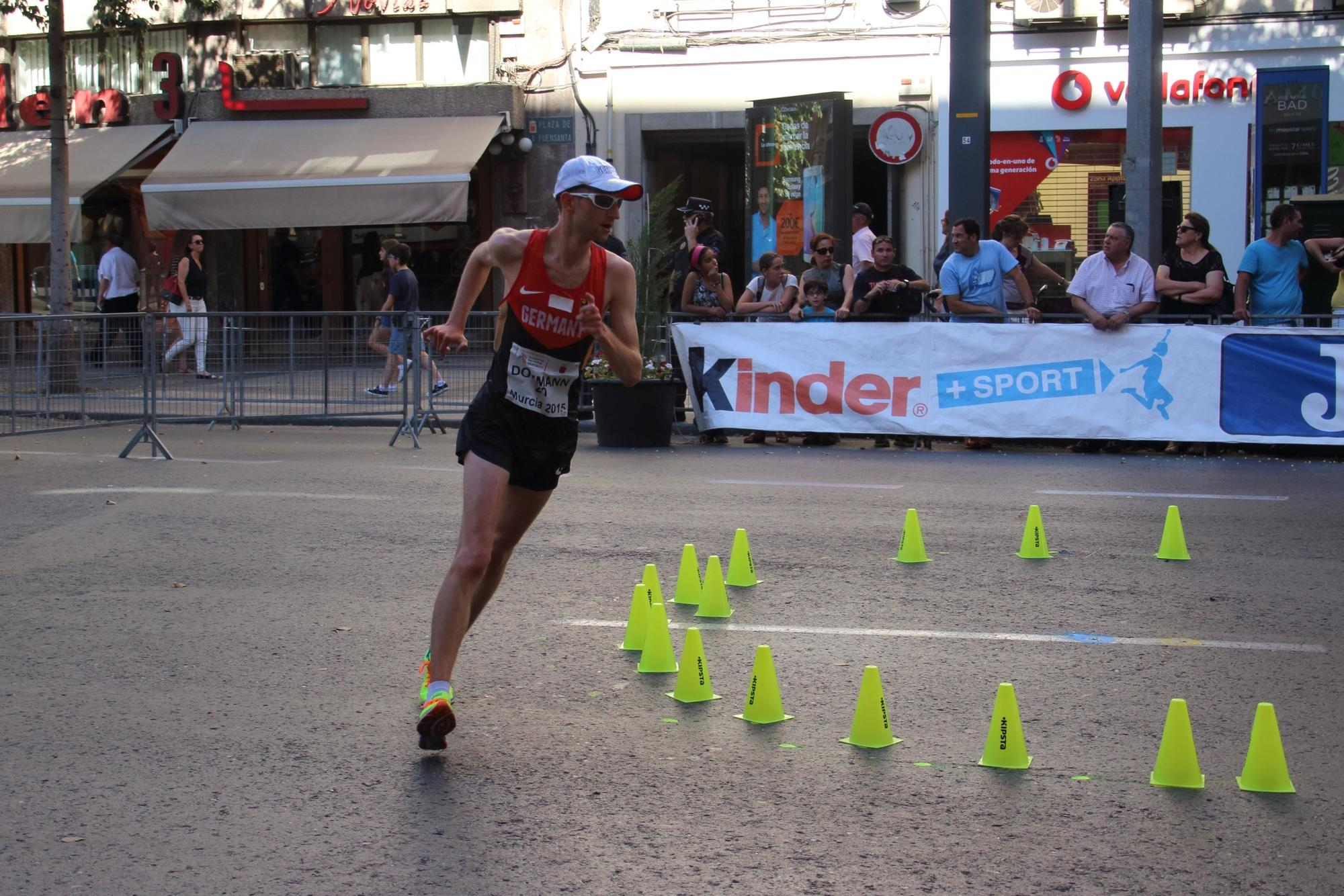
Der achtplatzierte Carl Dohmann
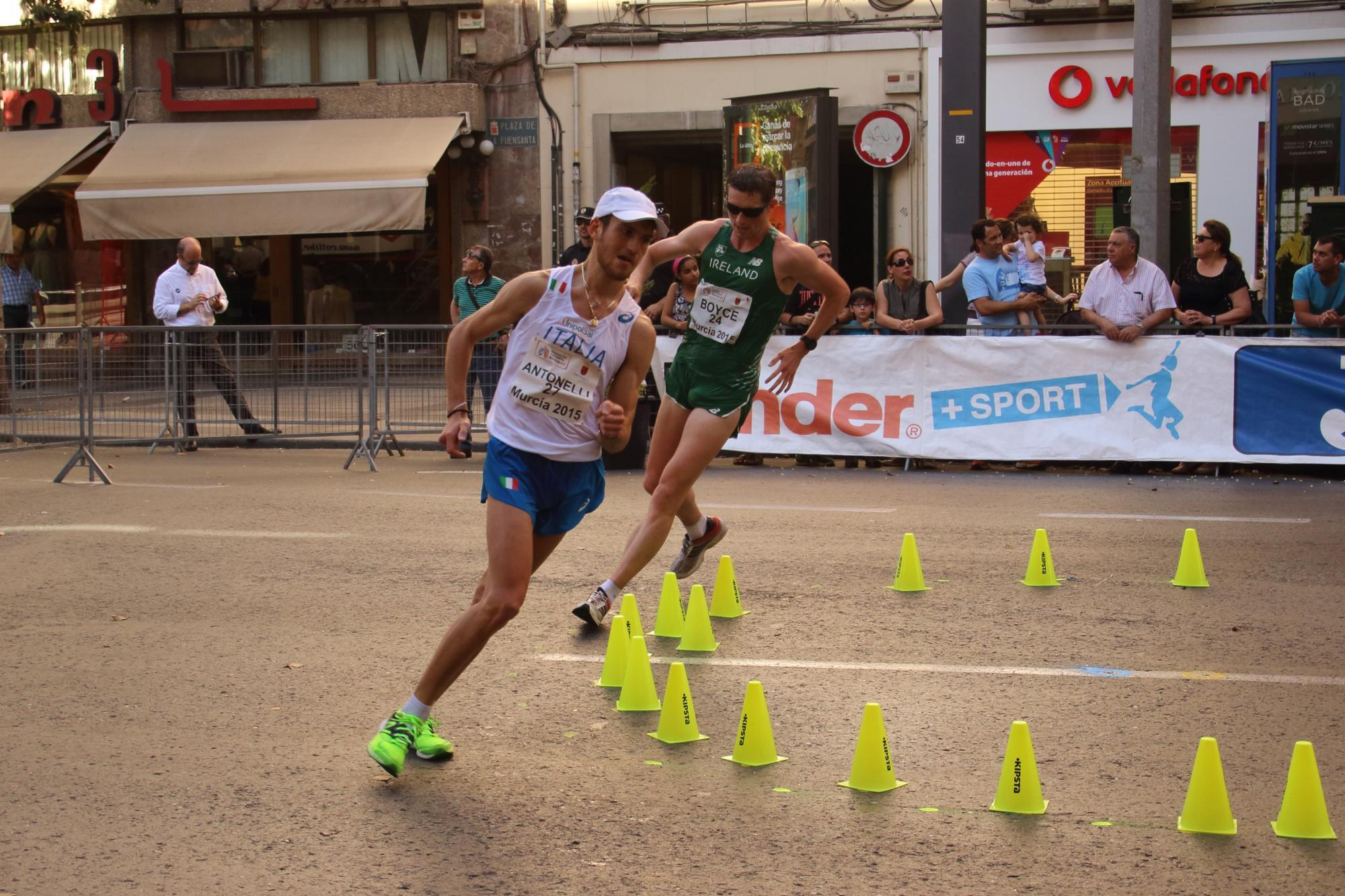
Brendan Boyce (grünes Trikot) – Rang zehn / Michele Antonelli disqualifiziert
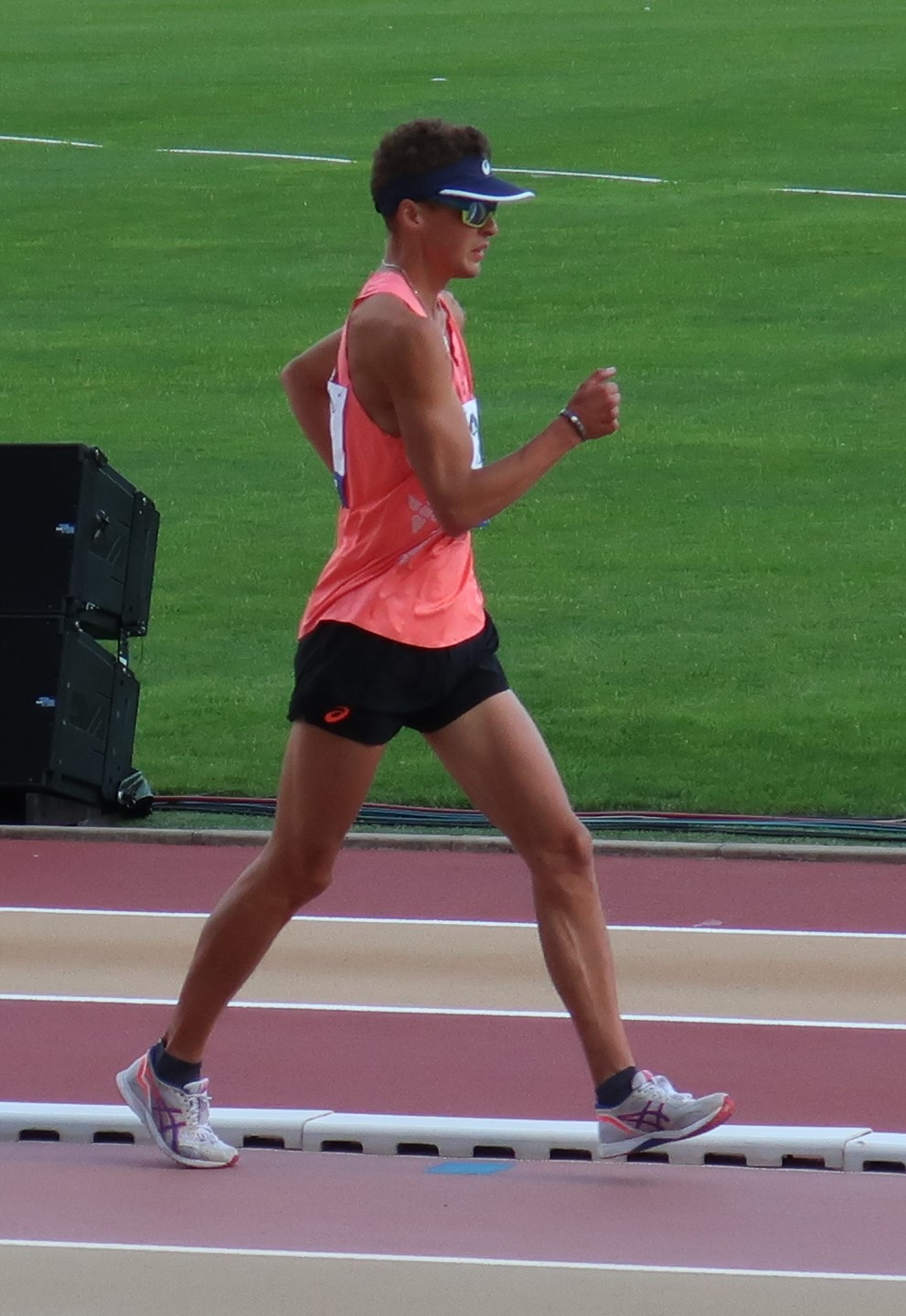
Aleksi Ojala belegte Rang zwölf
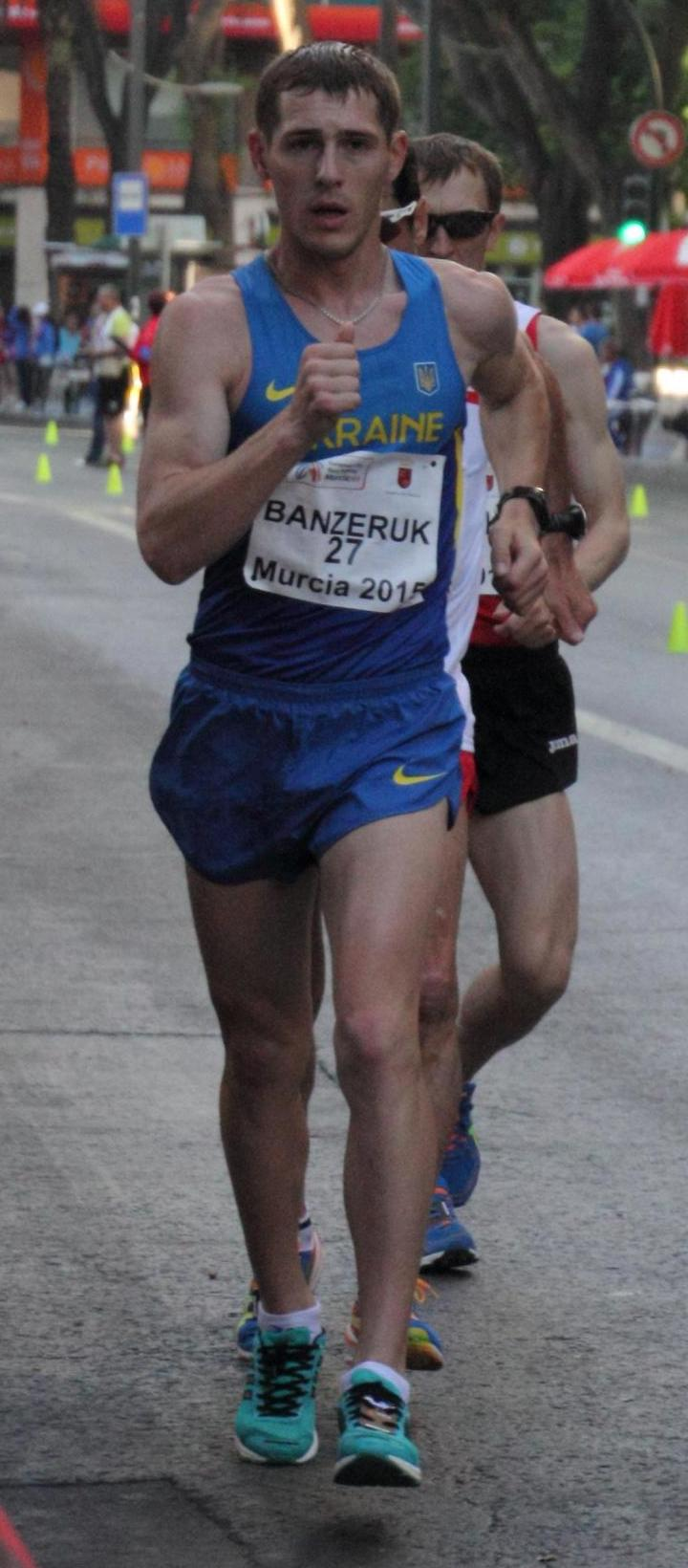
Iwan Banseruk kam auf den dreizehnten Platz

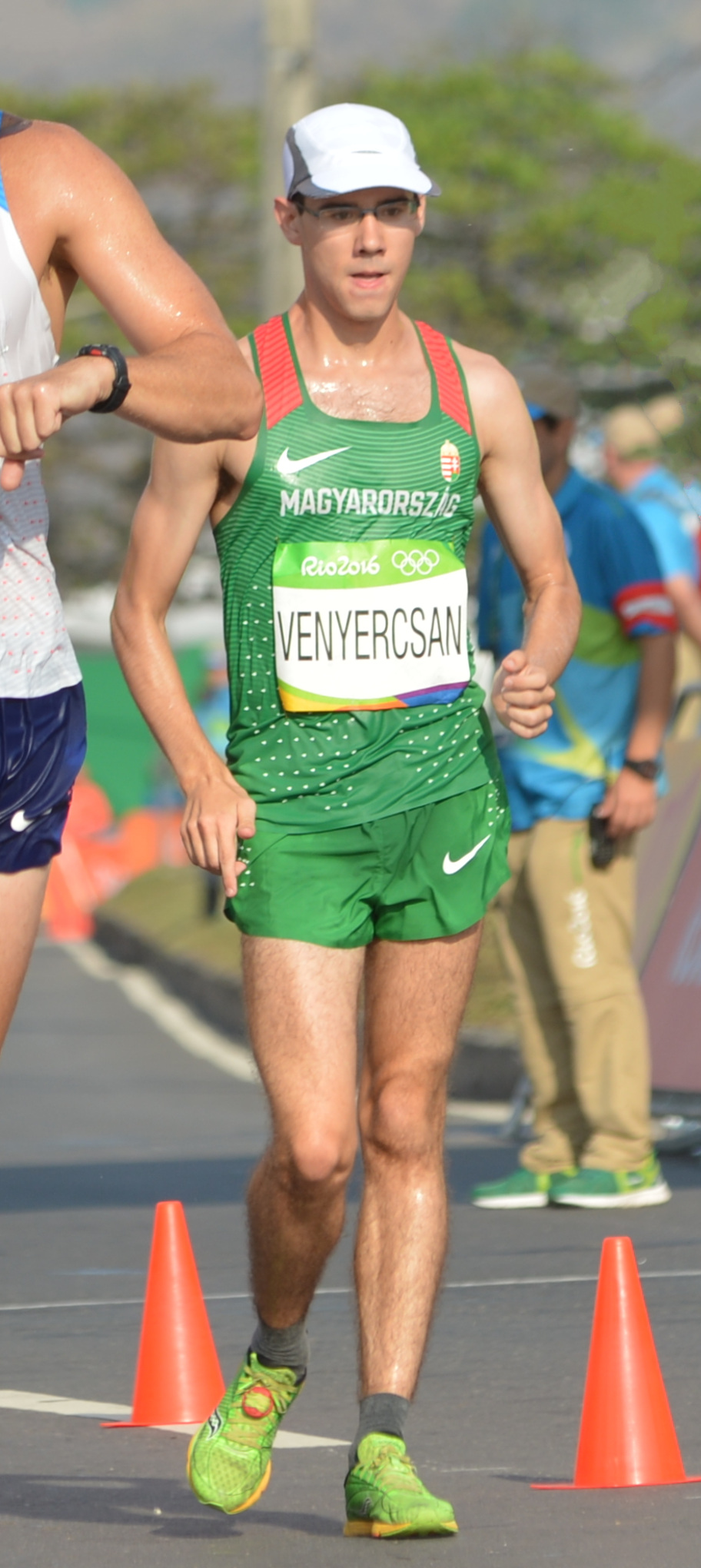
Bence Venyercsán – Rang vierzehn
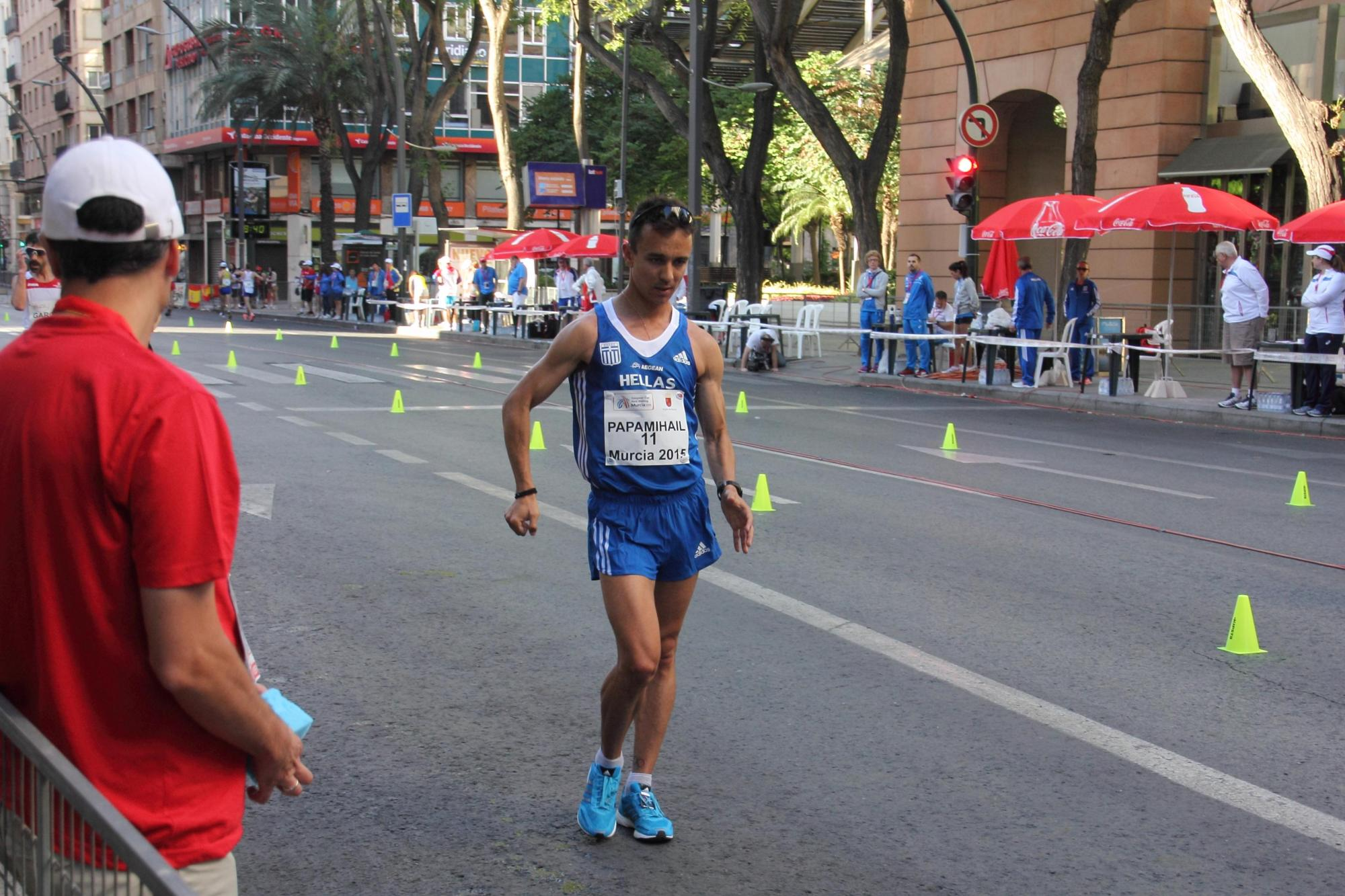
Alexandros Papamichail beendete seinen Wettkampf vorzeitig
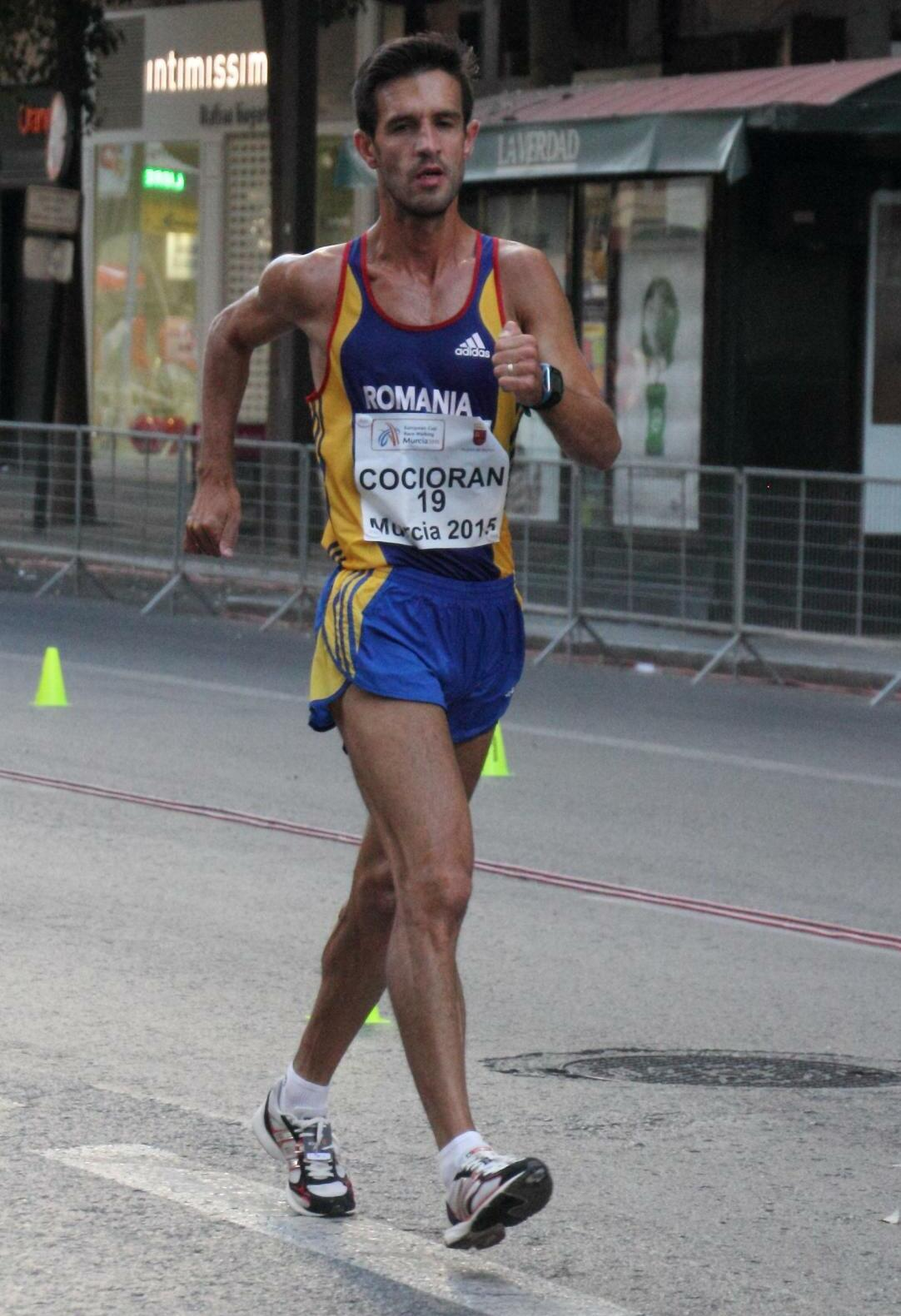
Marius Cocioran – Wettkampf nicht beendet

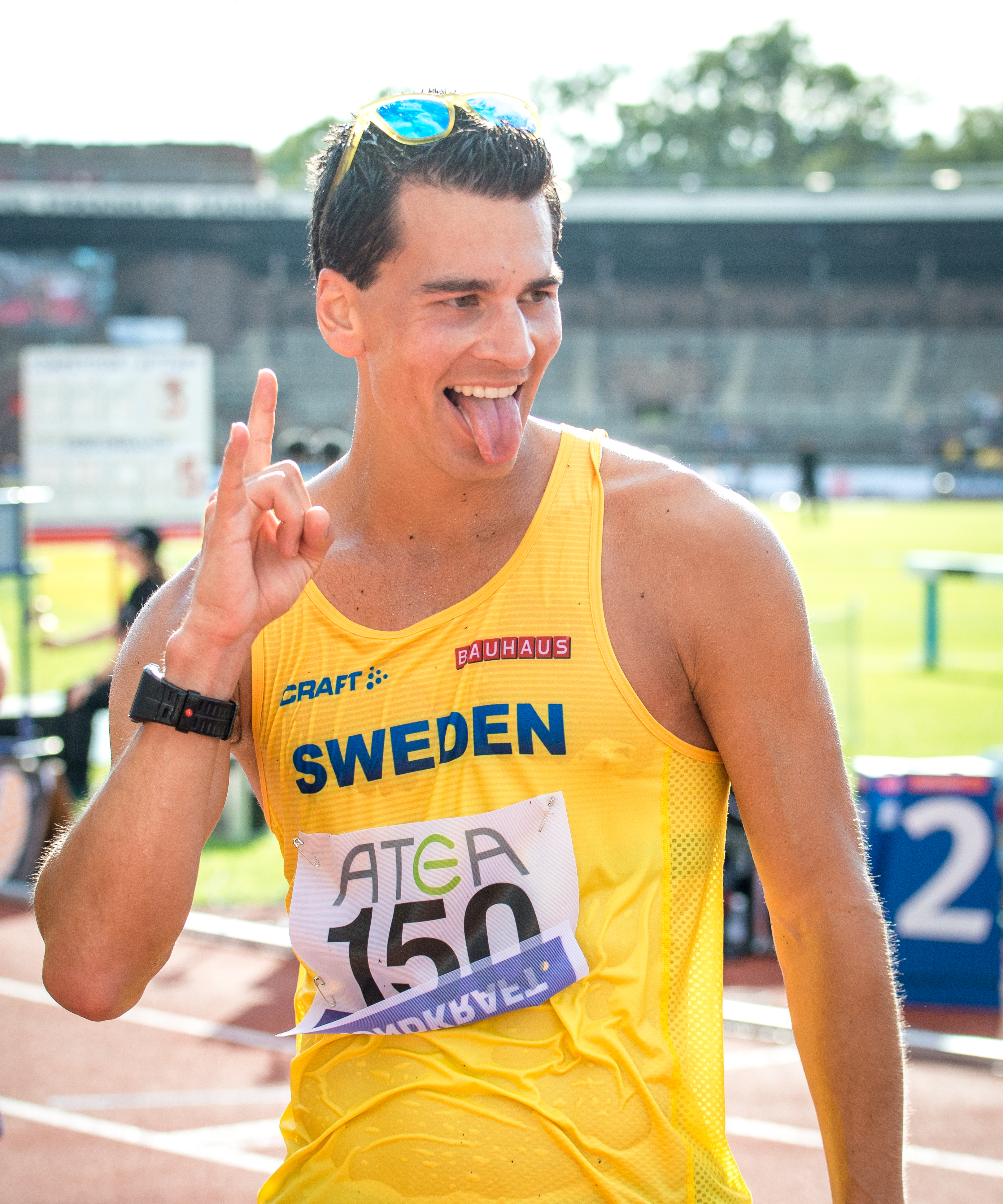
Perseus Karlström – vier Tage später Vizeeuropameister über 20 Kilometer – erreichte nicht das Ziel
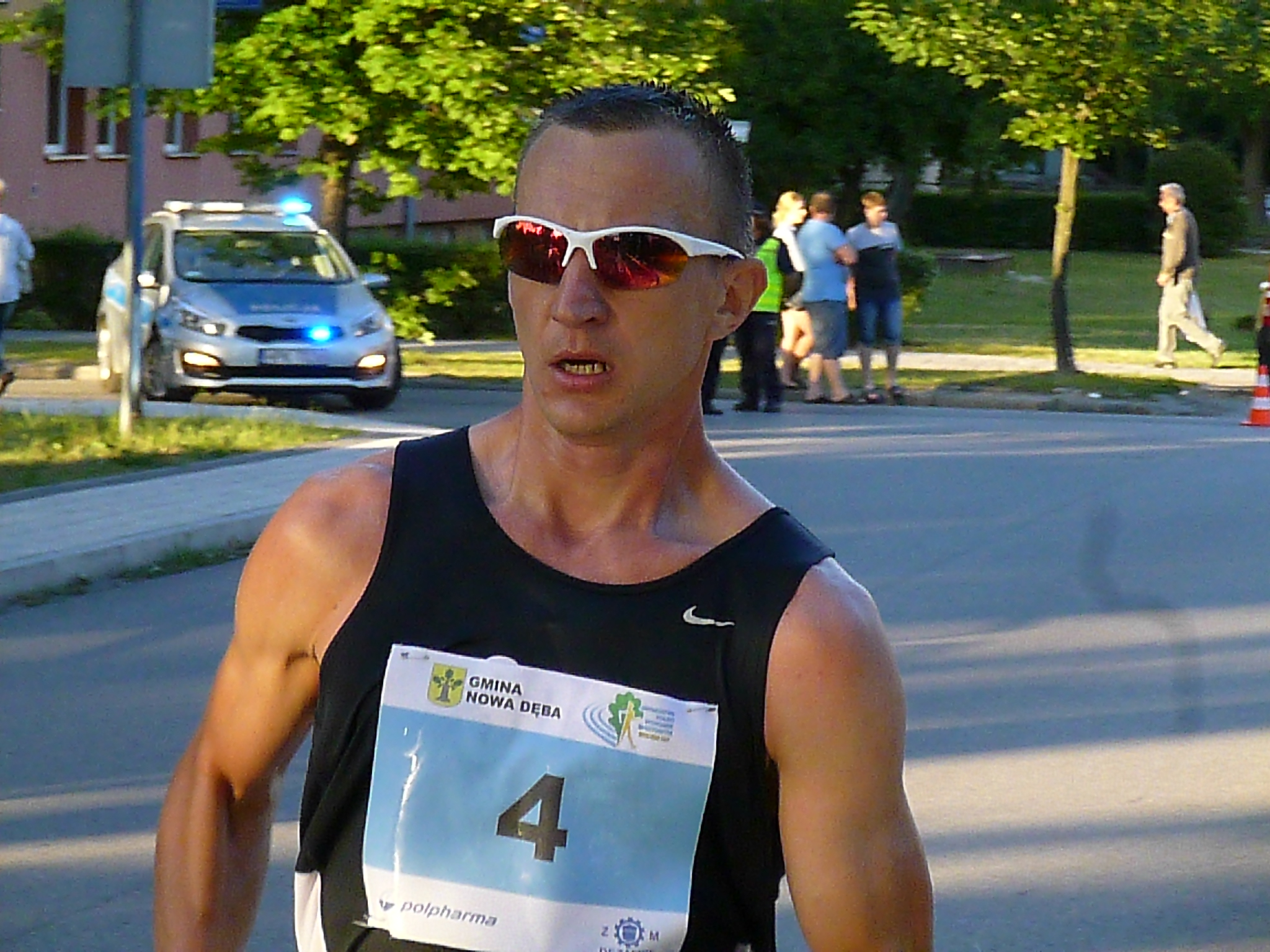
Artur Brzozowski – Wettkampf nicht beendet
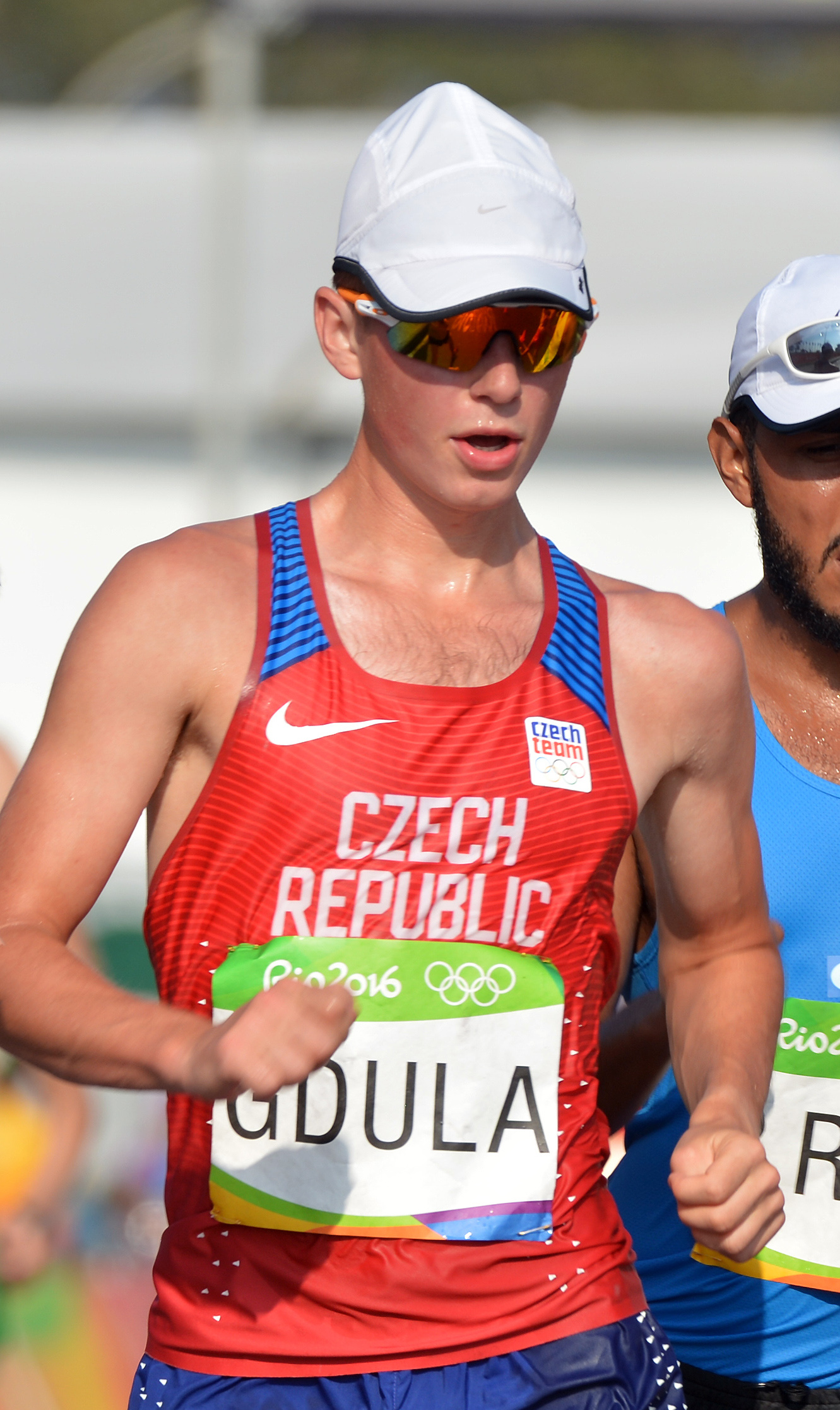
Lukáš Gdula – disqualifiziert
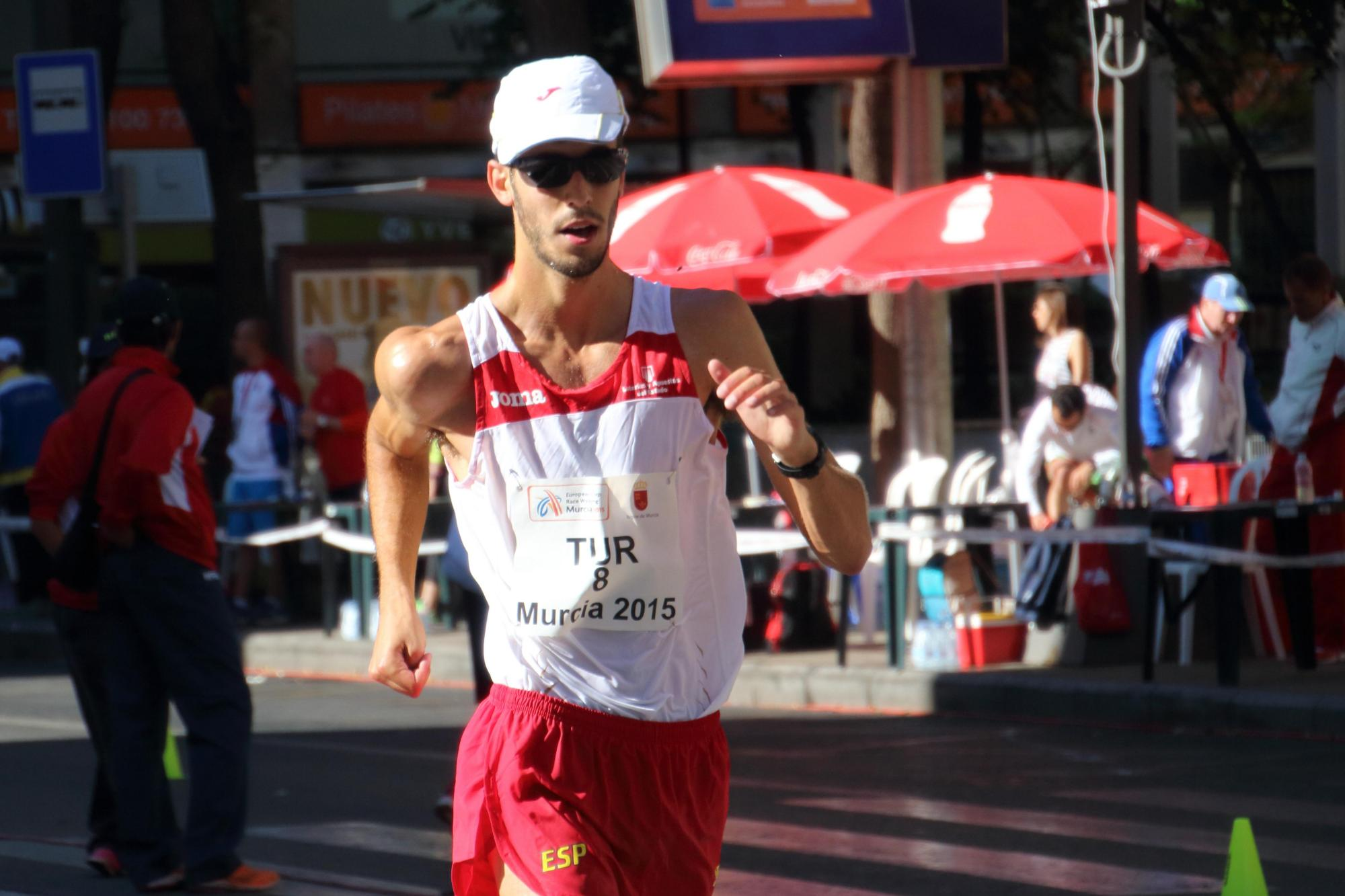
Marc Tur – disqualifiziert

## Videolink
- Increíble final de los 35KM marcha MASCULINOS. Europeos Munich 2022, youtube.com, abgerufen am 6. April 2023